# Pseudobarbus capensis
Pseudobarbus capensis é uma espécie de peixe actinopterígeo da família Cyprinidae.
Apenas pode ser encontrada na África do Sul.